# 矢野速吉
矢野速吉（1892年6月1日—？）是臺灣日治時期教育家。島根縣出身。1916年自東京高等師範學校（今筑波大學）畢業。歷任三重縣四日市市立高等女學校、臺灣總督府工業學校、臺北州州立台北第二中學校等校教諭。1933年任臺南州州立臺南第二中學校校長。1937年任總督府視學官。1940年任新竹師範學校首任校長。

## 人物
為家中次男，父親為矢野新藏。

## 略歷
- 1916年-1919年：三重縣四日市市立高等女學校教諭
- 1919年-1921年：臺灣總督府工業學校（今國立臺北科技大學）教諭
- 1921年-1923年：臺北州州立臺北第一工業學校（今國立臺北科技大學）教諭
- 1923年-1924年：臺北州州立臺北工業學校（今國立臺北科技大學）教諭
- 1924年-1933年：臺北州州立台北第二中學校（今臺北市立成功高級中學）教諭
- 1933年-1937年：臺南州州立臺南第二中學校（今國立臺南第一高級中學）校長
- 1937年-1940年：臺灣總督府文教局督學室視學官
- 1940年-1943年：臺灣總督府新竹師範學校（今清大竹師教育學院）校長

## 著作
- 矢野速吉. 1921.〈専門家たらんとする諸君に〉.《臺北州立臺北第一工業學校校友會會誌》1:10-14.